# 東亜大学 (開校しなかった大学)
東亜大学（とうあだいがく）は、1910年代に開学が計画されながら実現しなかった日本のミッション系大学。

## 概要

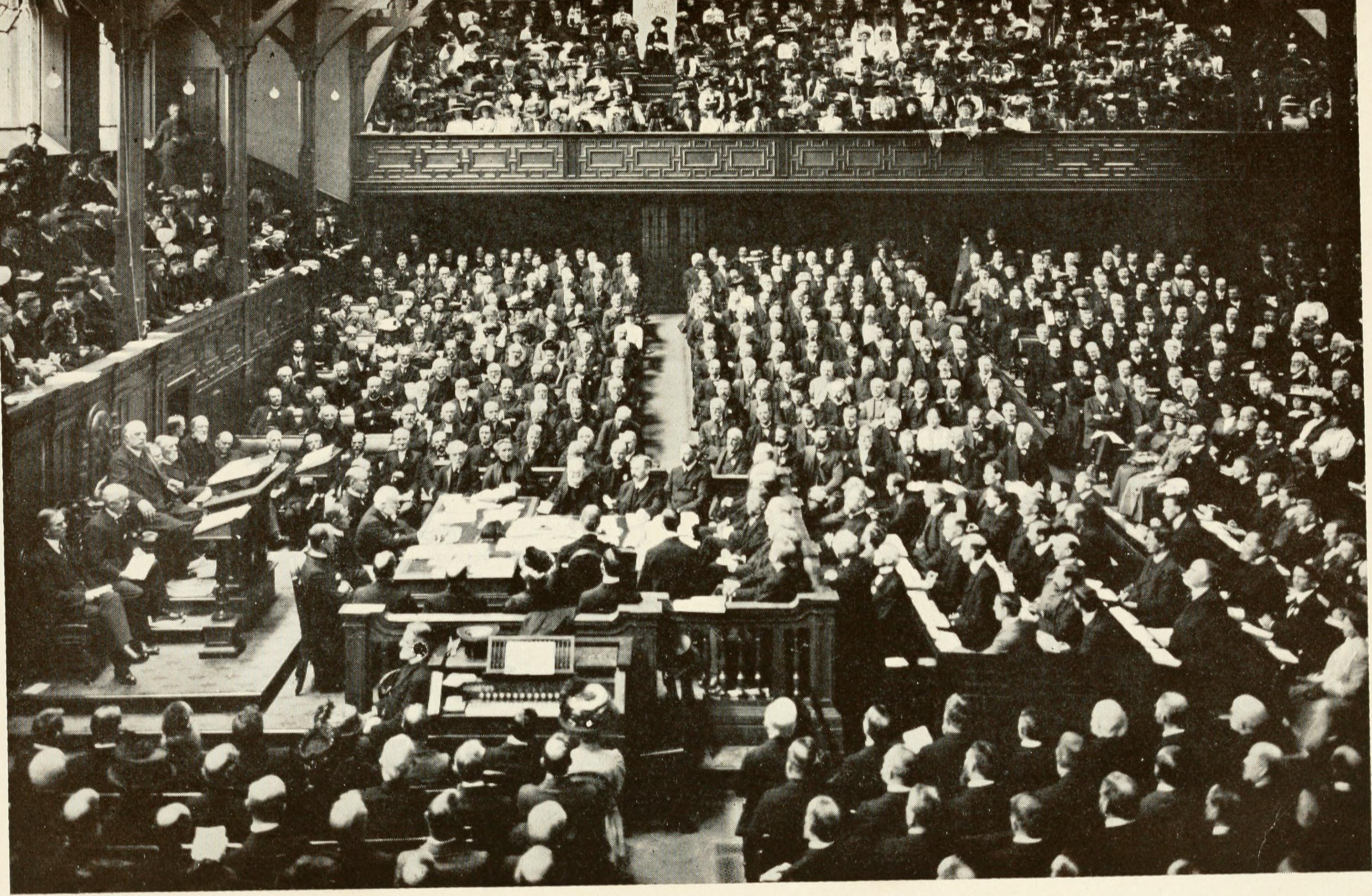
エディンバラ宣教会議（1910年）

1910年にエディンバラ宣教会議が開かれる。このことをきっかけとして日本国内で教派を超えた連合大学を開学することが計画されるようになる。明治学院と東京学院、聖学院が中心となり計画が進められた。当初は同志社も協議に加わっていたが途中離脱し、立教学院は連合大学に協力してもいいが自治独立の権利を保留したいとの見解を示した。青山学院は在来の高等科を廃止するという条件に難色を示したが、青山学院の後援者たるジョン・F・ガウチャーが推進論者だったため微妙な立場に置かれることとなった。
連合大学構想の第一歩として、まず1913年から明治学院高等学部と東京学院が合同授業を開始し、合併後の校名を「大正学院」とすることが議された。1915年には井深梶之助、ライシャワー、高木壬太郎、新渡戸稲造、佐藤昌介らが中心となって大学を設置する常任委員会が設置され、7月1日の委員会（ガウチャー列席）で東亜大学を開学させることが決議される。
だが会衆派は同志社大学を、聖公会は立教大学を独自に発展させようとし、関西学院もまた独自の計画を進めようとしていたこと、さらに大学令が公布されたことで青山学院も独自の大学を開学させることとしたため、東亜大学は開学されないこととなった。また、先述の明治学院高等学部と東京学院の合同授業も1917年3月をもって終了した。